# Hvem du end er
Hvem du end er er en dansk kortfilm fra 2004, der er instrueret af Martin Strange-Hansen. Manuskriptet er skrevet af Pernille Rübner-Petersen.

## Medvirkende
- Ditte Karina Nielsen
- Trine Appel
- Thomas Bendixen
- Peter Oliver Hansen
- Ulrik Hansen
- Charlotte Munksgaard
- Cüneyt Pala
- Anette Støvelbæk